# Эйнин
Эйнин (яп. 永仁 эйнин) — девиз правления (нэнго) японских императоров Фусими и Го-Фусими, использовавшийся с 1293 по 1299 год .

## Продолжительность
Начало и конец эры:
- 5-й день 8-й луны 6-го года Сёо (по юлианскому календарю — 6 сентября 1293).
- 25-й день 4-й луны 7-го года Эйнин (по юлианскому календарю — 25 мая 1299).

## Происхождение
Название нэнго было заимствовано из 22-го цзюаня древнекитайского сочинения «История династии Цзинь» (кит. трад. 晉書, упр. 晋书, пиньинь Jìn shū, палл. Цзинь Шу):「永載仁風、長撫無外」.

## События
даты по юлианскому календарю
- 1293 год (1-й год Эйнин) — учреждена должность военного губернатора провинции Нагато — Нагато тандай[5];
- 1296 год (4-й год Эйнин) — монах Рёки, подстрекнув Ёсими Ёсиё, потомка Минамото Нориёри, затеял было восстание, но они были схвачены и казнены[5];
- 1297 год (5-й год Эйнин) — «Указ добродетельного правления годов Эйнин» (яп. 永仁の徳政令 эйнин но токусэйрэй) — списание долгов прямых вассалов сёгуна;
- 1298 год (7-я луна 6-го года Эйнин) — император Фусими отрёкся от престола; власть перешла к его сыну[6];
- 1299 год (7-й год Эйнин) — скончался настоятель монастыря Хоккэ-дзи (яп. 法華寺)[7];
- 1299 год (7-й год Эйнин) — на престол взошёл новый император Го-Фусими, который сменил девиз правления на Сёан, чтобы отметить начало своего правления[6].

## Сравнительная таблица
Ниже представлена таблица соответствия японского традиционного и европейского летосчисления. В скобках к номеру года японской эры указано название соответствующего года из 60-летнего цикла китайской системы гань-чжи. Японские месяцы традиционно названы лунами.
| 1-й год Эйнин (Водяная Змея)      | 1-я луна        | 2-я луна*  | 3-я луна               | 4-я луна* | 5-я луна  | 6-я луна* | 7-я луна* | 8-я луна*  | 9-я луна    | 10-я луна  | 11-я луна*              | 12-я луна     |                |
| --------------------------------- | --------------- | ---------- | ---------------------- | --------- | --------- | --------- | --------- | ---------- | ----------- | ---------- | ----------------------- | ------------- | -------------- |
| Юлианский календарь               | 8 февраля 1293  | 10 марта   | 8 апреля               | 8 мая     | 6 июня    | 6 июля    | 4 августа | 2 сентября | 1 октября   | 31 октября | 30 ноября               | 29 декабря    |                |
| 2-й год Эйнин (Деревянная Лошадь) | 1-я луна        | 2-я луна   | 3-я луна*              | 4-я луна  | 5-я луна* | 6-я луна* | 7-я луна  | 8-я луна*  | 9-я луна    | 10-я луна* | 11-я луна               | 12-я луна*    |                |
| Юлианский календарь               | 28 января 1294  | 27 февраля | 29 марта               | 27 апреля | 27 мая    | 25 июня   | 24 июля   | 23 августа | 21 сентября | 21 октября | 19 ноября               | 19 декабря    |                |
| 3-й год Эйнин (Деревянная Коза)   | 1-я луна        | 2-я луна   | 2-я луна* (високосная) | 3-я луна  | 4-я луна* | 5-я луна  | 6-я луна* | 7-я луна   | 8-я луна*   | 9-я луна   | 10-я луна*              | 11-я луна     | 12-я луна*     |
| Юлианский календарь               | 17 января 1295  | 16 февраля | 18 марта               | 16 апреля | 16 мая    | 14 июня   | 14 июля   | 12 августа | 11 сентября | 10 октября | 9 ноября                | 8 декабря     | 7 января 1296  |
| 4-й год Эйнин (Огненная Обезьяна) | 1-я луна        | 2-я луна*  | 3-я луна               | 4-я луна  | 5-я луна* | 6-я луна  | 7-я луна* | 8-я луна   | 9-я луна*   | 10-я луна  | 11-я луна*              | 12-я луна     |                |
| Юлианский календарь               | 5 февраля 1296  | 6 марта    | 4 апреля               | 4 мая     | 3 июня    | 2 июля    | 1 августа | 30 августа | 29 сентября | 28 октября | 27 ноября               | 26 декабря    |                |
| 5-й год Эйнин (Огненный Петух)    | 1-я луна*       | 2-я луна   | 3-я луна*              | 4-я луна  | 5-я луна* | 6-я луна  | 7-я луна  | 8-я луна*  | 9-я луна    | 10-я луна* | 10-я луна* (високосная) | 11-я луна     | 12-я луна      |
| Юлианский календарь               | 25 января 1297  | 23 февраля | 25 марта               | 23 апреля | 23 мая    | 21 июня   | 21 июля   | 20 августа | 18 сентября | 18 октября | 16 ноября               | 15 декабря    | 14 января 1298 |
| 6-й год Эйнин (Земляная Собака)   | 1-я луна*       | 2-я луна   | 3-я луна*              | 4-я луна* | 5-я луна  | 6-я луна  | 7-я луна* | 8-я луна   | 9-я луна    | 10-я луна* | 11-я луна               | 12-я луна*    |                |
| Юлианский календарь               | 13 февраля 1298 | 14 марта   | 13 апреля              | 12 мая    | 10 июня   | 10 июля   | 9 августа | 7 сентября | 7 октября   | 6 ноября   | 5 декабря               | 4 января 1299 |                |
| 7-й год Эйнин (Земляная Свинья)   | 1-я луна        | 2-я луна*  | 3-я луна*              | 4-я луна  | 5-я луна* | 6-я луна  | 7-я луна* | 8-я луна   | 9-я луна    | 10-я луна* | 11-я луна               | 12-я луна     |                |
| Юлианский календарь               | 2 февраля 1299  | 4 марта    | 2 апреля               | 1 мая     | 31 мая    | 29 июня   | 29 июля   | 27 августа | 26 сентября | 26 октября | 24 ноября               | 24 декабря    |                |

* звёздочкой отмечены короткие месяцы (луны) продолжительностью 29 дней. Остальные месяцы длятся 30 дней.